# Nikolai Polejàiev
Aquest autor és citat en taxonomia animal amb el nom «Poléjaeff».
Nikolai Nikolàievitx Polejàiev (rus: Николай Николаевич Полежа́ев; Odessa, Imperi Rus, 1857 – 1903) fou un científic i zoòleg especialitzat en esponges.
Va estudiar a la Universitat de Sant Petersburg i a la Universitat de Novorossiysk i més tard a Würzburg i a Leipzig. El 1881 va viatjar per tot el món. Va ser a la tornada d'aquest viatge quan es va especialitzar en la biologia de les esponges. El 1885 va rebre un màster en zoologia per la Universitat de Sant Petersburg i del 1886 al 1891 va ser professor ajudant del departament de zoologia de la mateixa universitat. El 1889 es doctorà i fou enviat per la Societat de Naturalistes de Sant Petersburg a les muntanyes de Mugodzharskie per a investigacions faunístiques. A més, va ser professor ajudant a la Universitat de St. Vladimir fins 1894.
Polejàiev va descriure i nomenar 11 organismes, com ara, Eilhardia schulzei. Va ser un dels 119 científics i especialistes mundials convidats a dur a terme investigacions i a redactar informes derivats de les col·leccions espongiològiques de l'expedició Challenger. Diversos taxons han estat dedicats a la seva memòria: Scypha polejaevi (Breitfuss, 1896), Pericharax polejaevi Breitfuss, 1896 o Polejaevia Borojevic, Boury-Esnault & Vacelet, 2000.